# Agrotis erythroxylea
Agrotis erythroxylea är en fjärilsart som beskrevs av Treitschke 1826. Agrotis erythroxylea ingår i släktet Agrotis och familjen nattflyn. Inga underarter finns listade i Catalogue of Life.